# 4432 McGraw-Hill
4432 McGraw-Hill је астероид главног астероидног појаса са средњом удаљеношћу од Сунца која износи 2,386 астрономских јединица (АЈ).
Апсолутна магнитуда астероида је 14,9.